# Frontemare di San Pietroburgo

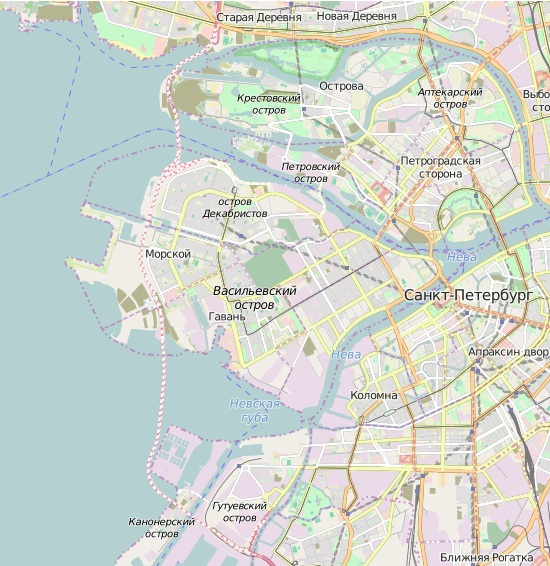
Stato dei lavori al 2016

Quello del Frontemare di San Pietroburgo (in russo Морской фасад?) è un ambizioso progetto ingegneristico di riqualificazione urbana della zona litoranea, che una volta ultimato, permetterà un'espansione territoriale verso ovest delle due grandi isole pietroburghesi dei Decabristi e di San Basilio, con la sottrazione di 476 ettari di terra al mare mediante bonifica della baia della Neva.

## Descrizione
È il più grande progetto del genere in via di realizzazione in Europa ed uno dei maggiori al mondo.
Scopo principale di tale piano è quello di costruire un nuovo scalo passeggeri per la città di San Pietroburgo recuperando nuovi territori dalla baia della Neva, nel Golfo di Finlandia, pari a 476 ettari. Il costo totale del progetto è stimato in 3 miliardi di dollari USA. Il progetto prevede la costruzione di oltre 1,5 milioni di metri quadrati di uffici, 3 milioni di metri quadrati di spazi residenziali, commerciali, servizi di intrattenimento, di due stazioni della metropolitana, di un porticciolo turistico e altro ancora.
Nel 2008 è stata portata a termine la prima fase di lavori, recuperando una superficie di 150 ettari al mare per la zona portuale. La bonifica di ulteriori 20 ettari per la Tangenziale Ovest, inaugurata nel dicembre 2017, e la costruzione di edifici è tuttora in corso.